# Безак (коммуна)
Беза́к (фр. Bézac, окс. Vesac) — коммуна во Франции, находится в регионе Окситания. Департамент коммуны — Арьеж. Входит в состав кантона Западный Памье. Округ коммуны — Памье.
Код INSEE коммуны — 09056.

## Население
Население коммуны на 2008 год составляло 281 человек.
| 1962 | 1968 | 1975 | 1982 | 1990 | 1999 | 2008 |
| ---- | ---- | ---- | ---- | ---- | ---- | ---- |
| 107  | 125  | 136  | 164  | 202  | 227  | 281  |

## Экономика
В 2007 году среди 193 человек в трудоспособном возрасте (15—64 лет) 150 были экономически активными, 43 — неактивными (показатель активности — 77,7 %, в 1999 году было 76,0 %). Из 150 активных работали 128 человек (70 мужчин и 58 женщин), безработных было 22 (10 мужчин и 12 женщин). Среди 43 неактивных 14 человек были учениками или студентами, 15 — пенсионерами, 14 были неактивными по другим причинам.